# Natriumamid
Natriumamid är en ämne med kemisk formel NaNH2.
Natriumamid kan produceras genom att leda torr ammoniakgas över flytande Natrium. Industriellt framställs det med flytande ammoniak och järn(III)nitrat som katalysator.
I rent tillstånd är Natriumamid en färglös, strålig kristallmassa, med smältpunkt vid 210 °C. Ämnet används i den kemiska industrin bland annat vid indigosyntesen samt för framställning av natriumcyanid och natriumazid.